# Ветлужский (Костромская область)
Ветлу́жский — посёлок городского типа Костромской области России. Входит в состав городского округа Шарья. Стоит на реке Ветлуга, откуда название. Относится к населённым пунктам России с населением более 10 тысяч жителей:  9548 человек (2021).
С 1938 современный статус, с 1961 года — современное название.

## География
Расположен на левом берегу реки Ветлуга у северо-западной окраины города Шарья, в 320 км к северо-востоку от Костромы.

## История
Статус посёлка городского типа — с 1938 года.
В 1961 году указом Президиума Верховного Совета РСФСР рабочий посёлок Голыши переименован в Ветлужский.

## Население
| 1959    | 1970    | 1979    | 1989    | 2002    | 2008    | 2009    |
| ------- | ------- | ------- | ------- | ------- | ------- | ------- |
| 10 776  | ↗13 427 | ↘13 086 | ↗15 029 | ↘13 576 | ↘12 994 | ↘12 961 |
| 2010    | 2012    | 2013    | 2014    | 2015    | 2016    | 2017    |
| ↘12 224 | ↘12 217 | ↗12 263 | ↘12 191 | ↘12 128 | ↘12 031 | ↘11 919 |
| 2018    | 2019    | 2020    | 2021    |         |         |         |
| ↘11 822 | ↘11 708 | ↘11 690 | ↘9548   |         |         |         |

## Инфраструктура

### Экономика
В поселке расположен комбинат «Кроностар», крупнейший в стране производитель древесных плит. Помимо него, в посёлке имеется лесопромышленный комплекс, малые предприятия по деревообработке, домостроительный комбинат, заводы железобетонных изделий, ремонтно-механические организации, хлебокомбинат.

### Культура
Действует филиал Костромского лесо-механического техникума. В посёлке имеется православная церковь в честь Феодоровской иконы Божией Матери.

## Транспорт
Развит автомобильный и железнодорожный транспорт.
По южной окраине посёлка проходит ж.-д. линия Галич — Котельнич (пересекает Ветлугу по ж.-д. мосту вблизи посёлка). В посёлке находятся остановочные пункты 694 км и 697 км, имеются ж.-д. ветки к промышленным предприятиям в посёлке.
Недалеко от посёлка (в Шарье) находится пересечение автодорог Р243 «Кострома — Киров — Пермь» и Р157 «Урень — Котлас».

## Фотографии
- Садовая улица
- Ул. Первомайская